# میل امامزاده جعفر
میل امامزاده جعفر مربوط به دوره سلجوقی است و در شهرستان قم، بخش سلفچگان، روستای دیزیجان واقع شده است. این اثر در تاریخ ۱۰ دی ۱۳۸۱ با شماره ثبت ۶۶۰۳ به نوان یکی از آثار ملی ایران به ثبت رسیده است.